# رضا الخیاط
ردا الخیاط یا ردا عبدالکریم (۱ ژوئن ۱۹۵۴ -) خواننده، آهنگساز و ترانه‌سرای عراقی است.
او یکی از مهم‌ترین پیشگامان آهنگ محبوب جوانان به اصطلاح «آهنگ دهه هفتاد» در عراق به‌شمار می‌رود که به‌طور انقلابی متمایز از پیشینیان خود و تأثیری قاطع در آنچه پس از آن به وجود آمد، تلقی می‌شود.
ردا الخیاط با آهنگ‌هایش با ریتم آرام متمایز بود و بیشتر آهنگ‌های ضبط شده او با صدایی غمگین و آرام شروع می‌شود و بیش از ۱۵۰ آهنگ را با صدای خود ضبط کرده است که به زبان عربی با زبان عامیانه عراقی خوانده است.
او آثار مشترکی با خوانندگان بزرگ عراقی از جمله کاظم الساهر، یاس خادر، مجید المهندس و محمد عبدالجبار ارائه کرده است.